# Dawson Nunatak
Dawson Nunatak är en nunatak i Antarktis. Den ligger i Östantarktis. Australien gör anspråk på området. Toppen på Dawson Nunatak är 1 712 meter över havet.
Terrängen runt Dawson Nunatak är huvudsakligen lite kuperad. Trakten är obefolkad. Det finns inga samhällen i närheten.